# 380-as évek
Évszázadok: 3. század – 4. század – 5. század
Évtizedek: 330-as évek – 340-es évek – 350-es évek – 360-as évek – 370-es évek – 380-as évek – 390-es évek – 400-as évek – 410-es évek – 420-as évek – 430-as évek
Évek: 380 381 382 383 384 385 386 387 388 389

## Események
- 386-ban Kína északi és déli tartományokra szakad (589-ig).

## Híres személyek
- 383-ban meghal Gratianus császár.